# Крестинин, Василий Васильевич
Василий Васильевич Крестинин (1729 — 5 (16) мая 1795) — историк, географ, общественный деятель, попечитель воспитательного дома, народного училища и основатель исторического общества в Архангельске, существовавшего несколько лет в половине XVIII в.

## Биография
Родился в Архангельске в 1729 году в купеческой семье.
Получил хорошее домашнее образование, знал латинский, немецкий и шведский языки, понимал язык коми. В 1747 году, после того как его отец разорился, поступил на службу писарем, служил в различных учреждениях Архангельска; занимал разные должности, заслужил звание «степенного гражданина» (в 1786 году числился в разряде «посадских капитальных мещан среднего достатка»).
Главной заслугой Крестинина считаются его исторические труды, за которые Академия наук в 1786 году избрала его членом-корреспондентом: «Исторические начатки о двинском народе древних, средних, новых и новейших времен» (СПб., 1784), «Исторический опыт о сельском старинном домостроительстве двинского народа в севере» (СПб., 1785). Кроме того, ему принадлежат «Начертание истории города Холмогор» (СПб., 1790); «Краткая история о городе Архангельском» (СПб., 1792). Кроме того, он поместил целый ряд статей исторических, этнографических и др. в академических повременных изданиях 1780-х и 1790-х гг.; участвовал в составлении «Путешествий акад. Лепёхина», в издании «Российской Вивлиофики». Крестинину также принадлежит поэма на патриотическую тему из русской истории о Минине и Пожарском, оставшаяся в рукописи.
В 1759 году, в Архангельске, вместе с купеческим сыном А. И. Фоминым он организовал «Общество для исторических исследований», которое ставило своей задачей разработку «истории здешнего города и страны» и розыск «письменных свидетельств из архивов и монастырей», однако они не получили поддержки губернатора Головцына о работе в правительственных архивах.
Передал в Петербургскую Академию наук: список Пространной редакции «Русской Правды» (в дальнейшем получивший назв. «Крестининского списка „Русской Правды“»), «Устав великих князей Владимира Святославича и Ярослава Владимировича», несколько старинных грамот. С 1786 года — член-корреспондент Петербургской академии наук.
В 1795 году «за дерзкие изречения противу начальствующих лиц», содержащиеся в «Хронологической записке о взыскании с мещанского общества подушной недоимки» (составлена в 1794 году; утеряна), был арестован и приговорён к телесному наказанию с последующей высылкой в Иркутское наместничество. Но умер — 5 (16) мая 1795 года — и приговор не был приведён в исполнение.  Похоронен в деревне Кырласово Архангельского уезда Архангельского наместничества (ныне Приморский район Архангельской области).